# Holton Heath
Holton Heath är en hed i Storbritannien.   Den ligger i riksdelen England, i den södra delen av landet, 160 km sydväst om huvudstaden London.